# Last Night (film 1998)
Last Night è un film del 1998 diretto da Don McKellar.
Pellicola canadese prodotta (assieme a The Book of Life di Hal Hartley, Das Frankfurter Kreuz di Romuald Karmakar, The Hole - Il buco di Tsai Ming-liang, La primera noche de mi vida di Miguel Albaladejo, La Vie Sur Terre di Abderrahmane Sissako, Les Sanguinaires di Laurent Cantet, Midnight di Walter Salles e Daniela Thomas, Tamás és Juli di Ildikó Enyedi e Le Mur di Alain Berliner) nell'ambito del progetto cinematografico francese 2000 vu par..., dedicato al tema del volgere del terzo millennio affrontato da 11 registi provenienti da altrettanti paesi differenti, è stata girata a Toronto, venendo presentata al Festival di Cannes 1998 nella Quinzaine des Réalisateurs.

## Trama
A Toronto, in una data indefinita, si stanno vivendo le ultime ore prima della fine del mondo, prevista per mezzanotte, a causa di un non ben precisato fenomeno naturale per cui, nonostante sia notte, la città è abbagliata da un sole sempre più luminoso ed abbacinante.
I vari personaggi del film, mentre la città viene saccheggiata e devastata, vivono le ultime ore nei modi più diversi: il protagonista Patrick Wheeler vuole stare da solo sul suo terrazzo, ricordando malinconicamente la moglie recentemente scomparsa, sua sorella Jenny partecipa ad un tumultuoso ultimo party per strada, l'amico Craig Zwiller cerca di soddisfare tutte le sue più recondite perversioni sessuali, mentre Sandra vorrebbe suicidarsi un istante prima della fine assieme a suo marito Duncan, il direttore della compagnia del gas, che passa invece le sue ultime ore ringraziando telefonicamente tutti i suoi clienti.
Sandra rimane però bloccata a casa di Patrick, e lo convince, cercando a tutti i costi di conoscerlo meglio visto che dovranno passare insieme gli ultimi momenti, a sostituirsi al marito nel suo progetto di suicidio vicendevole, ma all'ultimo istante, in un crescendo di tensione sottolineato dal conto alla rovescia della folla per strada, i due abbassano le pistole vicendevolmente puntate alle tempie per un inaspettato ma ultimo bacio, mentre il sole irrompe sulla città.

## Riconoscimenti
- "Award of the Youth" al Festival di Cannes
- "Best Canadian First Feature Film" al Toronto Film Festival